# 蘇麗媚
蘇麗媚，前臺灣女演員，曾演出《好小子第5集－萬能運動員》、《新潮女學生》、《校園青春樂》、《記得當時年紀小》、《老科的最後一個秋天》等電影。從演學生戲起家，曾創下8個月演20部戲的紀錄，20歲左右時曾在林清介導演的電影《失蹤人口》中與只差一歲的方季惟並列主角，後來演藝路大轉變。退出演藝圈後，曾任三立影視及其後身三立電視總經理特別助理，協助成立三立新聞台等重大工作。1998年和三立影視總經理張榮華結婚，擔任副總經理。三立影視改組為三立電視，續任執行副總經理。2011年請辭三立電視執行副總經理，以個人身分創辦夢田影像，擔任夢田影像執行長。

## 外部連結
- 蘇麗媚在互联网电影资料库（IMDb）上的資料（英文）
- 蘇麗媚在香港影庫上的簡介
- 蘇麗媚在台灣電影網上的資料（繁體中文）